# Primo comando
Primo comando (titolo orig. Master and Commander) è un romanzo storico-nautico dell'autore inglese Patrick O'Brian, pubblicato nel 1969 (nel Regno Unito nel 1970). Il libro è diventato il primo della saga di 20 romanzi su Jack Aubrey e Stephen Maturin. Ampiamente ambientata nell'era delle guerre napoleoniche, Aubrey è ispirato dalle imprese di Lord Cochrane; l'autore continuò a lavorarvi fino alla morte nell'anno 2000. 
Dal romanzo fu tratto il film Master and Commander - Sfida ai confini del mare, con protagonista l'attore Russell Crowe.

## Trama
Jack Aubrey e Stephen Maturin si incontrano ad un concerto: dapprincipio l'incontro non è cordiale. Entrambi hanno buoni motivi per essere amareggiati dalle loro vite: Jack, un tenente di vascello della Royal Navy di fine Settecento, è stato scavalcato nell'assegnazione del comando di alcune navi; Stephen, un filosofo naturalista e medico de facto, è in ristrettezze economiche.
Quindi lo scambio di indirizzi che avviene alla fine del concerto sembrerebbe preludere ad un duello, cosa nient'affatto strana secondo le usanze dell'epoca. E invece, tornando in albergo, il tenente Aubrey scopre di essere diventato capitano di fregata e di avere il comando della brutta, piccola ed antiquata corvetta Sophie. Ma è un comando ed è sua e tanto basta. Assunto il comando, invita a pranzo Stephen, e dopo aver conversato con lui, lo invita a bordo come ospite, preludendo ad una nomina a medico di bordo.
Dopo vari sgarbi subiti da parte del comandante del porto, capitano di vascello Harte, che Jack ha peraltro abbondantemente provveduto a dotare di corna (come rimarcato da alcuni dialoghi di vari personaggi), la Sophie prende il mare in servizio di scorta ad un convoglio, e la navigazione servirà ad amalgamare l'equipaggio, nonché a far chiarire tra loro Dillon, primo ufficiale di origini irlandesi, e Stephen, di padre irlandese e madre di nobile famiglia catalana, entrambi impegnati in passato nella lotta irlandese per l'indipendenza.
Affidata una crociera di disturbo alle attività spagnole e francesi (napoleoniche), contro cui l'Inghilterra è in quel momento in guerra, inizia una serie di successi tattici contro il traffico costiero nemico, ed alcuni audaci attacchi ad installazioni sulla costa. Ma Dillon, amante della gloria, comincia a vedere Jack Aubrey, che inizialmente ammirava, più come un predone interessato al bottino che come un comandante dedito al suo dovere verso la patria.
Nel frattempo, Stephen inizia a ritagliarsi privatamente un suo posto in quello che è il grande gioco dei servizi segreti, infiltrandosi nella costa spagnola per motivi personali, ma riportando informazioni che saranno poi utili anche a Jack.
Un ricco mercante spagnolo, che ha subito forti perdite economiche dall'azione della Sophie, convince il Re di Spagna a spedire contro la piccola corvetta da 14 cannoni un potente sciabecco-fregata da 32 cannoni, la Cacafuego, col risultato che, dopo una breve e violenta azione, anche questa finisce nella lista del naviglio catturato; Dillon cerca e trova però eroicamente la morte sul suo ponte.
Infine, con molta gloria ma non altrettanto guadagno a causa del comportamento di Harte, Jack vede sfumare una quasi certa promozione e, durante una scorta, viene catturato con l'equipaggio da una squadra francese comandata dall'ammiraglio Linois. Portati ad Algeciras, di fronte a Gibilterra, assistono al fallito attacco inglese che costa la cattura dell'Hannibal, un vascello da 74 cannoni ma, liberati sulla parola, vedono l'ammiraglio Saumarez trionfare in uno spregiudicato quanto efficace attacco notturno in mare aperto alla flotta franco-spagnola.
Infine Jack viene prosciolto con onore dalla perdita della nave dalla corte marziale con l'invito a sguainare la spada, che per il suo coraggio gli è stata lasciata dal nemico, ancora in difesa dell'Inghilterra.

## Riferimenti
La cattura dello sciabecco-fregata El Gamo (Cacafuego nel romanzo) con una piccola corvetta, la Speedy, fu veramente effettuata da parte di Lord Cochrane, marinaio inglese; questi fu poi costretto ad allontanarsi dal servizio con la Royal Navy, passò al servizio di diversi paesi tra cui il Cile, e tornò gloriosamente in Inghilterra, concludendo la carriera come ammiraglio.

## Personaggi
Lista di personaggi comparsi la prima volta in Primo comando, in ordine cronologico.
- Mercedes: Avvenente cameriera del Crown, locanda di Port-Mahon in cui alloggia Jack.
- Sir Harry Neale: Pignolo comandante in seconda della Resolution quando Jack era il più giovane degli ufficiali e capitano della Success quando era lì. In Primo comando, capitano della San Fiorenzo.
- Mangan: Membro degli Irlandesi uniti nascostosi sulla John B. Cristopher in primo Comando, e che Dillon salva dalla cattura.
- Patrick Roche: Membro degli Irlandesi uniti nascostosi sulla John B. Cristopher in primo Comando, e che Dillon salva dalla cattura.
- Mateu: Mercante spagnolo cui Jack ha catturato Pardal, Xaloc, Santa Lucia e altre, che ha “noleggiato” la Cacafuego per distruggere la Sophie.
- Ellis: Banchiere creditore di Harte. Suo figlio è stato imbarcato sulla Sophie e morto durante l'assalto alla Cacafuego.
- Dalziel: Incompetente capitano in seconda della Sophie nominato al posto di Dillon.
- Allen: Il predecessore di Jack sulla Sophie , passato alla Pallas.
- Keith, Lord: capo delle operazioni nel Mediterraneo e marito di Queeney.
- Harte: Comandante di porto di Port-Mahon, marito di Molly Harte.
- Harte, Molly: Moglie di Harte, sgualdrina amante di Jack e suonatrice.
- Warren, Lady: Moglie di un ammiraglio che procura a Jack dei marinai per il suo primo comando.
- Baldick: Ufficiale della Sophie in ospedale al momento dell'arrivo di Jack.
- Richards David: Segretario di Jack sulla Sophie, affidatogli dal signor Williams.
- Williams: Corrispondente a Port-Mahon degli agenti Johnson&Graham.
- Johnson&Graham: Agenti marittimi di Jack.
- Marshall William: Nocchiere omosessuale della Sophie invaghito di Jack.
- Watt: Nostromo della Sophie.
- Lamb: Carpentiere della Sophie.
- George Day: Capocannoniere della Sophie; durante l'attacco della galea algerina contro la Dorthe Engelbrechtsdatter si frattura il cranio, che Stephen gli sistema mediante una calotta metallica ricavata da una moneta guadagnandosi l'eterna gratitudine e rispetto di tutti.
- Ricketts: Commissario della Sophie.
- Pullings Tom: Aiuto del nocchiere della Sophie.
- William Mowett: Allievo della Sophie.
- Ricketts jnr.: Allievo della Sophie.
- Babbington: Allievo della Sophie.
- James Dillon: Comandante in seconda della Sophie, membro degli Irlandesi uniti conoscente di Stephen; morto durante l'abbordaggio della Cacafuego.
- Brown: Capo dell'arsenale della marina a Port-Mahon.
- Queeney: Madre adottiva di Jack nonché sua insegnante di matematica; moglie di Lord Keith.
- Preservato Killick: Il famiglio di Jack fin dal suo primo comando.
- Barrett Bonden: Timoniere della lancia di Jack Aubrey, cugino di Joe Plaice.
- Joe Plaice: Esperto marinaio della Sophie, cugino di Barrett Bonden.
- Florey: Chirurgo dell'ospedale di Port-Mahon amico di Stephen.
- Dalziel: L'incompetente cugino dell'ammiraglio nominato secondo della Sophie al posto di James Dillon.
- Jarvie: John Jervis, Primo Lord dell'Ammiragliato (Lord St. Vincent).
- Melville: Primo Lord dell'Ammiragliato.

## Navi
Lista nelle navi incontrate in Primo comando, in ordine cronologico.
- Hermenegildo: Vascello spagnolo a tre ponti da 112 cannoni.
- Sophie: Brigantino di 150 tonnellate di stazza, 14 cannoni da 4 libbre; prima nave di Jack.
- Dorthe Engelbrechtsdatter: Nave mercantile danese del primo convoglio scortato da Jack attaccata da una galea algerina durante un'esercitazione ai cannoni.
- Aimable Louise: Prima preda di Jack; polacca francese.
- Clomer: Nave danese gemella della Sophie.
- Gloire: Veliero di Tolone molto veloce, armato per la guerra di corsa con 12 cannoni da 8 libbre, noleggiato dal mercante spagnolo Mateu per proteggere le sue navi Pardal e Xaloc.
- Pardal: Saettia di Mateu catturata da Dillon in convoglio con Gloire e Xaloc.
- Xaloc: Saettia di Mateu catturata in seguito alla distruzione della batteria costiera di Almoirara carica di mercurio.
- Santa Lucia: Preda del Gloire catturata da Dillon.
- Resolution: Nave sulla quale Jack era il più giovane degli ufficiali.
- Success: Nave su cui ha prestato servizio Jack.
- Cacafuego: Sciabecco-Fregata spagnolo da 32 cannoni e 300 uomini noleggiato da Mateu per distruggere la Sophie.
- Foudroyant: Nave ammiraglia di Port-Mahon in Primo Comando.
- Dédaigneuse: Fregata francese da 18 cannoni lunghi da 8 libbre da cui la Sophie scampa.
- Ventura: Nave postale che Jack viene incaricato di scortare a Gibilterra dopo la cattura della Cacafuego.
- Formidable: Nave francese da 80 cannoni facente parte della flotta che cattura la Sophie, al comando del capitano Lalonde.
- Indomptable: Nave francese da 80 cannoni facente parte della flotta che cattura la Sophie, al comando del capitano Moncousu.
- Desaix: Nave francese da 74 cannoni facente parte della flotta che cattura la Sophie, al comando del capitano Cristy-Pallière.
- Miron: Fregata francese da 38 cannoni facente parte della flotta che cattura la Sophie.
- Pompée: Vascello inglese da 74 cannoni facente parte della flotta di Sir James Saumarez che attacca quella di Linois che aveva catturato la Sophie.
- Venerable: Vascello inglese da 74 cannoni facente parte della flotta di Sir James Saumarez che attacca quella di Linois che aveva catturato la Sophie.
- Audacious: Vascello inglese da 74 cannoni facente parte della flotta di Sir James Saumarez che attacca quella di Linois che aveva catturato la Sophie; ammiraglia di Lord Keith in Primo Comando.
- Caesar: Ammiraglia della flotta di Sir James Saumarez che attacca quella di Linois che aveva catturato la Sophie, vascello da 80 cannoni.
- Hannibal: Vascello inglese da 74 cannoni facente parte della flotta di Sir James Saumarez che attacca quella di Linois che aveva catturato la Sophie.
- Spencer: Vascello inglese da 74 cannoni facente parte della flotta di Sir James Saumarez che attacca quella di Linois che aveva catturato la Sophie.
- Real Carlos: Vascello spagnolo a tre ponti da 112 cannoni.

## Edizioni italiane
- Primo Comando, traduzione di Paola Merla, Collana La Gaja Scienza n.476, Milano, Longanesi, 1995,  p. 395, ISBN 978-88-304-1305-4. - Collana Teadue, Milano, TEA, 1997, ISBN 978-88-781-8032-1.